# Парламентская кампания ЛДПР (1993)
Парламентская кампания ЛДПР на выборах в Госдуму 1993 года проходила под лозунгом «Порядок, надёжность, успех для всех». Партия критиковала правительство, а в основе её предвыборной программы было предложение заменить национально-ориентированное государственное устройство России на территориальное. ЛДПР почти полностью отказалась от агитации в прессе и успешно использовала политическую рекламу на телевидении. ЛДПР победила по партийным спискам, набрав 22,92 % (12 318 562) голосов, и в пяти одномандатных округах. По итогам выборов партия выиграла 64 мандата.
Эксперты отмечали, что ЛДПР получила высокий результат благодаря умению своего лидера Владимира Жириновского выступать перед публикой и нейтралитету партии в период октябрьского кризиса.

## Кампания

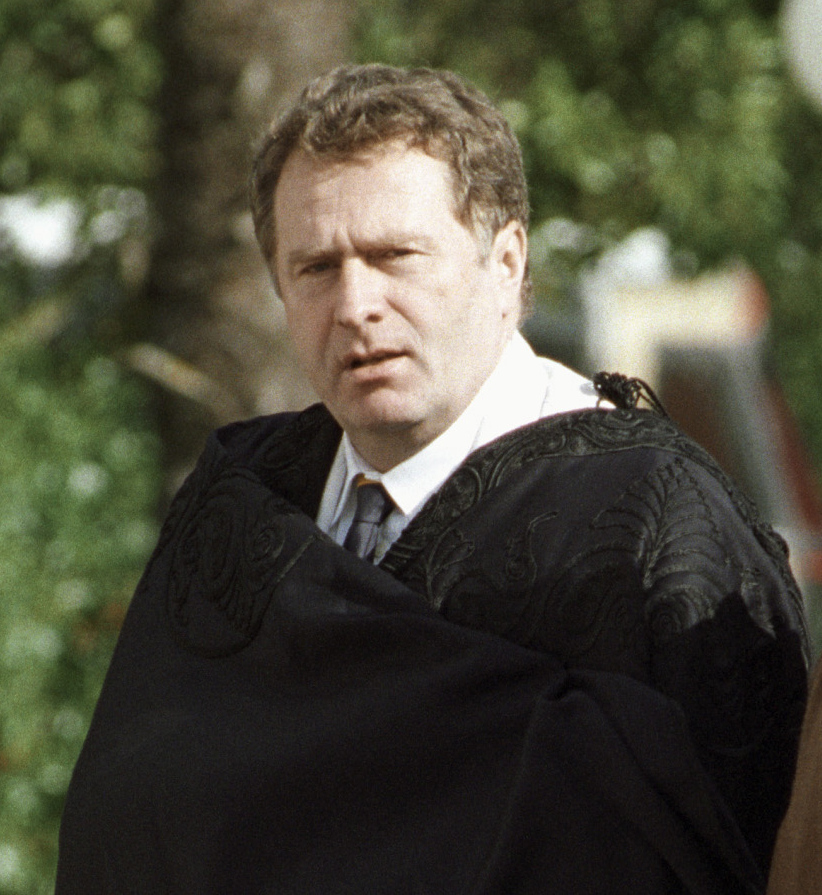
Лидер ЛДПР Владимир Жириновский в 1995 году

Президент Борис Ельцин назначил первые выборы в Госдуму на 12 декабря 1993 года. ЛДПР собрала 173 тыс. подписей избирателей в свою поддержку (требование законодательства — не менее 100 тыс.). Федеральный список партии возглавили её председатель Владимир Жириновский, проректор Института повышения квалификации Министерства тяжёлого машиностроения СССР Виктор Кобелев и политик Вячеслав Марычев.
Оппозиционная правая ЛДПР последовательно выступала против реформ действующей власти. Кампания проходила под лозунгом «Порядок, надёжность, успех для всех». Главным элементом предвыборной программы было государственное устройство России. ЛДПР предлагала заменить федерацию наций на федерацию территорий: 40—50 автономных губерний с населением от 3 до 5 млн человек. Партия поддерживала смешанную экономику и сохранение участия государства в промышленности и сельском хозяйстве, предлагала остановить конверсию и возобновить экспорт военного снаряжения. ЛДПР выступала за индексацию социальных выплат, снижение налогов, восстановление вкладов в сбербанке и открытие магазинов для бедных. Партия призывала отказаться от помощи другим государствам и вести выгодные отношения с любыми странами, считала США главным конкурентом. ЛДПР уделяла внимание теме защиты русских в СНГ.
Участникам выборов предоставили бесплатное время на государственных телеканалах и радиостанциях, место в прессе. Политическую рекламу — короткие ролики — можно было дополнительно покупать, чем ЛДПР активно пользовалась: партия купила эфирного времени на 170 млн руб. ЛДПР вела агитацию через телевидение и радио, почти не публиковала рекламу в печатных СМИ. На предвыборной неделе партия купила время для пяти получасовых выступлений в прямом эфире на первом канале «Останкино». В них Жириновский обратился к пяти группам избирателей: женщинам, молодёжи, пенсионерам, военнослужащим и русским из ближнего зарубежья.
При расчёте итогов голосования социологи не стали работать с ожиданиями от партии.

## Итоги
ЛДПР победила по спискам: партия набрала 22,92 % (12 318 562) голосов и получила 59 мандатов. Ещё пять человек, в том числе Жириновский, победили в одномандатных округах.
Больше всего голосов — 43 % — партия набрала в Псковской области. За ЛДПР охотно голосовали в Мордовии, Ставропольском крае, Белгородской, Курской, Липецкой, Пензенской, Орловской, Сахалинской, Смоленской и Тамбовской областях. Партия пользовалась поддержкой населения на Дальнем Востоке и юге страны, в Сибири и северных районах. ЛДПР получила голоса большинства национал-демократов, привлекла патриотически и протестно настроенных избирателей, часть бывших сторонников Ельцина. ЛДПР нашла популярность у военнослужащих: более 60 % голосовавших на закрытых избирательных участках отдали голос за партию.
Партия потратила на кампанию 1 млрд руб.
На пресс-конференции 14 декабря Жириновский заявил, что ЛДПР поддержит «положительные инициативы» всех парламентских коалиций. Член партии Георгий Лукава на правах старейшего депутата нижней палаты парламента открыл первое заседание Госдумы России. После выборов ЛДПР стала одной из главных партий страны.

## Оценки
В беседе с журналистами в 2021 году Жириновский назвал день итогов выборов «самым радостным в жизни». По словам политика, тогда он рассчитывал лишь на один—два мандата. Партийный журнал «Великая Россия» описал избирательную кампанию как трудную и изматывающую.
После первых результатов голосования писатель Юрий Карякин — представитель либеральной интеллигенции — произнёс знаменитую фразу: «Россия, одумайся, ты одурела!». Социолог Святослав Каспэ объяснял результаты ЛДПР усталостью граждан от проблем переходного периода и негативным впечатлением, которое произвело на избирателей противоборство демократов и коммунистов в Москве. Слова Карякина он посчитал проявлением «тогдашней неразвитости навыков публичной политики».
По воспоминаниям политолога Константина Калачева, Жириновский озвучивал мысли многих избирателей, простым языком обращался к разным слоям населения. Успех партии принесло и отношение к новой Конституции: ЛДПР поддерживала проект документа, голосование по которому проходило в тот же день, что и парламентские выборы. Политолог Владимир Брутер считал, что ЛДПР оказалась единственной партией, вышедшей за пределы своего базового электората — благодаря нейтралитету в октябрьском кризисе.
Исследователь рекламы Игорь Крылов называл использование теледебатов и прямые телеобращения к избирателям «оптимальной тактикой телевизионной рекламы в условиях России». По его мнению, успех ЛДПР принесли пять «мастерски проведённых» телевыступлений и «виртуозное демагогическое мастерство» Жириновского.
Экономист Владимир Мау, во время выборов занимавший пост советника первого заместителя председателя правительства России Егора Гайдара, вспоминал о «шоке в среде исполнительной власти и особенно президентских структур» от результатов партии.